# Piotr Kozłowski (biolog)
Piotr Kozłowski – polski biochemik i biolog, profesor nauk biologicznych, pracownik naukowy Instytutu Chemii Bioorganicznej PAN, gdzie kieruje Zakładem Genetyki Molekularnej.

## Życiorys
W 2000 r. obronił rozprawę doktorską pt. Technologia wykrywania rozproszonych mutacji w dużych genach na przykładzie genu BRCA1, wykonaną pod kierunkiem prof. Włodzimierza Krzyżosiaka. Stopień doktora habilitowanego nauk chemicznych uzyskał w 2010 r., a w 2018 r. nadano mu tytuł profesora nauk biologicznych. Do 2019 r. wypromował 4 doktorów.